# Le Grand Robert
Le Grand Robert (pełna nazwa Dictionnaire alphabétique et analogique de la langue française) – sześciotomowy słownik jednojęzyczny języka francuskiego Paula Roberta, wydany przez Dictionnaires Le Robert. Pierwsze publiczne wydanie ukazało się w roku 1964, a drugie w roku 1985. Słownik ukazuje się również w wersji elektronicznej.

## Zawartość
Obecne, najnowsze wydanie słownika dostępne w wersji elektronicznej zawiera:
- 86 000 artykułów
- 100 000 haseł
- 300 000 znaczeń
- 325 000 cytatów
- 3400 pozycji bibliograficznych[2]

## Nagrody
W roku 1952 Paula Roberta twórcę słownika uhonorowano nagrodą Le prix Saintour Akademii Francuskiej za pierwszą zszywkę dzieła (A-Africanisme). W 1958 roku słownik otrzymuje nagrodę Simca.